# Julipassionen
Julipassionen är en brittisk-amerikansk film från 1995 baserad på  H.E. Bates roman Julifesten.

## Handling
Bella tas hand om av en familj efter ett missfall. I familjen finns tre söner som alla blir förälskade i Bella.

## Om filmen
Filmen är inspelad i Dudley och Ironbridge. Den hade världspremiär i Australien den 25 januari 1995 och svensk premiär på Röda Kvarn i Stockholm den 31 maj 1996. Åldersgränsen är 15 år.

## Rollista i urval
- Embeth Davidtz - Bella Ford
- Tom Bell - Ben Wainwright
- Gemma Jones - Mrs. Wainwright
- James Purefoy - Jedd Wainwright
- Ben Chaplin - Con Wainwright
- Kenneth Anderson - Matty Wainwright
- Greg Wise - Arch Wilson
- David Neal - Mitchy Mitchell

## Musik i filmen
- Love's Divine, musik av Alfred Cooper, text av John Wesley
- Queen's Hussars, musik av Rachel Portman, text av Herbert Ernest Bates och Christopher Neame
- Harvest Supper, musik av Rachel Portman
- Longway Set, musik av Rachel Portman
- Harvest Waltz, musik av Rachel Portman
- Corn Riggs, musik av Rachel Portman
- Haste of Wedding, musik av Rachel Portman
- Boatman's Song, musik av Rachel Portman, text av Christopher Neame
- Greensleeves
- Slaidburn, musik av William Rimmer
- Waltz '90, från De Eslin Waltzes av Labinsky
- Waltz '91, från De Eslin Waltzes av Labinsky
- Lancer's La Dorset, musik av Spagnoletti
- La Tempest